# Edshults församling
Edshults församling var en församling i Södra Vedbo pastorat i Smålandsbygdens kontrakt i Linköpings stift. Församlingen låg i Eksjö kommun i Jönköpings län. Församlingen uppgick 2018 i Hult-Edshults församling.

## Administrativ historik
Församlingen har medeltida ursprung. Församlingen var till 1962 annexförsamling i pastoratet Hult och Edshult. År 1962 blev församlingen annexförsamling i pastoratet Höreda, Mellby, Hult och Edshult. Från 2014 ingick församlingen i Södra Vedbo pastorat. Församlingen uppgick 2018 i Hult-Edshults församling.
Församlingskod var 068607.

## Komministrar
| Verksam   | Namn                          | Levnadstid | Övrigt                                    |
| --------- | ----------------------------- | ---------- | ----------------------------------------- |
| 1585–1590 | Nicolaus Hulthenius           | 1560–1640  | Senare kyrkoherde i Hults församling.     |
| 1625–1641 | Isaacus Hulthenius            | 1599–1667  | Senare kyrkoherde i Hults församling.     |
| 1642–1668 | Johannes Laurentii Tjustadius | –1668      |                                           |
| 1669–1691 | Ericus Nicolai Wetterman      | 1643–1691  |                                           |
| 1691–1727 | Johan Andreæ Togelius         | –1727      |                                           |
| 1723–1757 | Samuel Samuelsson             | 1689–1781  | Senare kyrkoherde i Adelövs församling.   |
| 1757–1777 | Samuel Jacobi Lidenius        | 1706–1777  |                                           |
| 1778–1795 | Sven Kindberg                 | 1716–1795  |                                           |
| 1795–1810 | Israel Nerman                 | 1755–1810  |                                           |
| 1811–1840 | Nils Wallenqvist              | 1775–1840  |                                           |
|           | Johan Petter Ljung            |            | Senare komminister i Hässleby församling. |
| 1845–     | Carl Jacob Mohlin             | 1805–      |                                           |

## Klockare, kantor och organister
| Ämbetstid | Namn              | Levnadstid | Övrigt                        |
| --------- | ----------------- | ---------- | ----------------------------- |
| 1715      | Samuel            |            | Klockare                      |
| 1731-1777 | Brodde Nilsson    | 1711-      | Klockare                      |
| 1778-1829 | Peter Jonsson     | 1752-      | Klockare                      |
| 1829-1832 | Anders Sandberg   | 1807-      | Klockare                      |
| 1838-1873 | Anders Pettersson | 1808-      | Klockare, organist och lärare |

## Kyrkor
- Edshults kyrka